# Gryllica pygmaea
Gryllica pygmaea là một loài bọ cánh cứng trong họ Cerambycidae.